# Euploea schildi
Euploea schildi är en fjärilsart som beskrevs av Hans Fruhstorfer 1910. Euploea schildi ingår i släktet Euploea och familjen praktfjärilar. Inga underarter finns listade i Catalogue of Life.